# استوارت کوچولو ۲
استوارت کوچولو ۲ (انگلیسی: Stuart Little 2) یک پویانمایی به کارگردانی راب مینکاف است که در سال ۲۰۰۲ منتشر شد.

## صداپیشگان
- جینا دیویس
- هیو لوری
- جاناتان لیپنیکی
- براد گرت
- جیمز وودز
- مارک جان جفریز
- ملانی گریفیث
- مایکل جی فاکس
- ناتان لین
- استیو زان
- ماریا بمفورد
- جیم دان